# Sotuélamos
Sotuélamos es una pedanía española perteneciente al municipio de El Bonillo, hoy despoblada, situada al noroeste de la provincia de Albacete y a unos 11 km al noroeste de su Ayuntamiento, aunque en el límite exacto con el término municipal de Villarrobledo.

## Historia
Citado constantemente en la documentación del siglo XIII, fue capital de la parroquia medieval que tenía como anejo a Villavachos.
Aún en 1454 debía tener cierta relevancia, pues es citado en la carta de venta de Villarrobledo como pueblo limítrofe con él. El 20 de junio de 1566, con la ampliación definitiva de su término, fue anexionado por El Bonillo: "(...) Se le amplíe y acreciente de nuevo dos terceras partes de dos leguas vulgares que hay de término desde la Villa de El Bonillo hasta el mojón de Villarrobledo que es junto a la ermita de Sotuélamos (...) y que la misma ampliación se le de a la redonda y contorno de la dicha Villa de El Bonillo".
Aunque despoblado oficialmente desde los años 1950 (pues cuenta con población flotante no residente habitual), centuria en la que llegó a contar con escuelas y cuartel de la Guardia Civil, es uno de los núcleos históricos de población más importantes de la zona, certificándose en su término asentamientos de población ininterrumpida desde la Edad del Bronce, encuadrables en la Cultura del Bronce Manchego. 
Fue uno de los nudos viarios de la época romana más importantes de La Mancha confluyendo en él bastantes vías de otros núcleos de población cercanos. 
También fue uno de los núcleos que cedió población y dio origen a El Bonillo en la Edad Media. Su entorno y ubicación configura un interesante espacio natural cuyo eje vertebrador es el río Sotuélamos.